# Míssil balístico

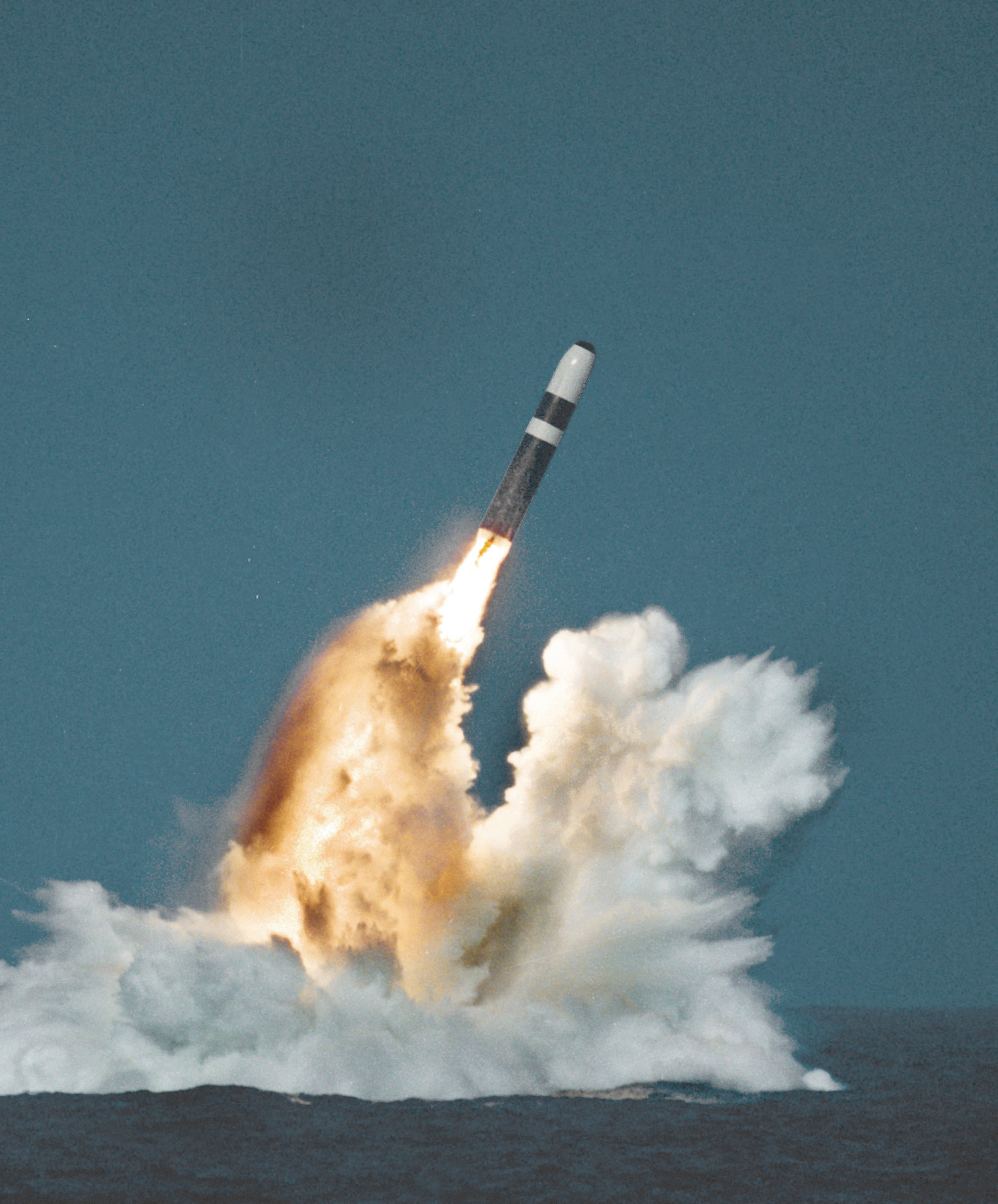
UGM-133 Trident II, míssil balístico lançado de submarino

Um míssil balístico é um míssil que segue uma trajetória pré-determinada, que não pode ser significativamente alterada após o míssil queimar todo o seu combustível (a sua trajetória fica governada pelas leis da balística – física). Para cobrir grandes distâncias, a trajetória dos mísseis balísticos atinge as camadas mais altas da atmosfera terrestre ou o espaço, efetuando um voo sub-orbital. Para mísseis balísticos intercontinentais (ICBM) o apogeu é de aproximadamente 12 mil quilômetros. Quando chegam ao espaço, os mísseis não recebem mais nenhum "impulso" e seguem uma trajetória balística até ao seu destino.
Muitos mísseis balísticos avançados têm um sistema de propulsão com diversos estágios de propulsores. A trajetória pode ser ligeiramente ajustada de um estágio para outro, com uso de uma cápsula ou outra do motor de foguete. Podem ser lançados de plataformas fixas ou móveis, como veículos (lançadores do Trator-Instalador, TELs), aviões, navios de superfície e submarinos (ver: Submarino nuclear lançador de mísseis balísticos, Míssil de cruzeiro lançado de submarino e Míssil balístico lançado de submarino).

## Categorias de Mísseis
Os mísseis balísticos podem variar extensamente na escala (distância que pode atingir) e no uso, e são divididos frequentemente nas categorias baseadas na escala. Os EUA os subdividem da seguinte maneira:
Míssil balístico de curto alcance (SRBM): alcance inferior a 1000 quilômetros. (Podem citar-se com exemplo os famosos mísseis Scud)
Míssil balístico de médio alcance (MRBM): alcance entre 1000 e 2500 quilômetros.
Míssil balístico de alcance intermediário (IRBM): alcance entre 2500 e 3500 quilômetros.
Míssil balístico intercontinental (ICBM): alcance superior a 3500 quilômetros, subdivididos ainda em:
Míssil balístico intercontinental de alcance limitado (LRICBM): alcance entre 3500 e 8000 quilômetros.
Míssil balístico intercontinental de alcance total (full) (FRICBM): alcance entre 8000 e 12.000 quilômetros.
Contudo, pela definição do MTRC (Missile Technology Control Regime – Regime de Controle da Tecnologia de Mísseis), um míssil para ser considerado continental deve ter uma escala maior que 300 km e a capacidade de carregar mais de 500 quilos de carga.
Os mísseis balísticos da escala longa e média são projetados geralmente, para carregar artefatos nucleares.
|  |  |

## O Míssil LGM-118 Peacekeeper

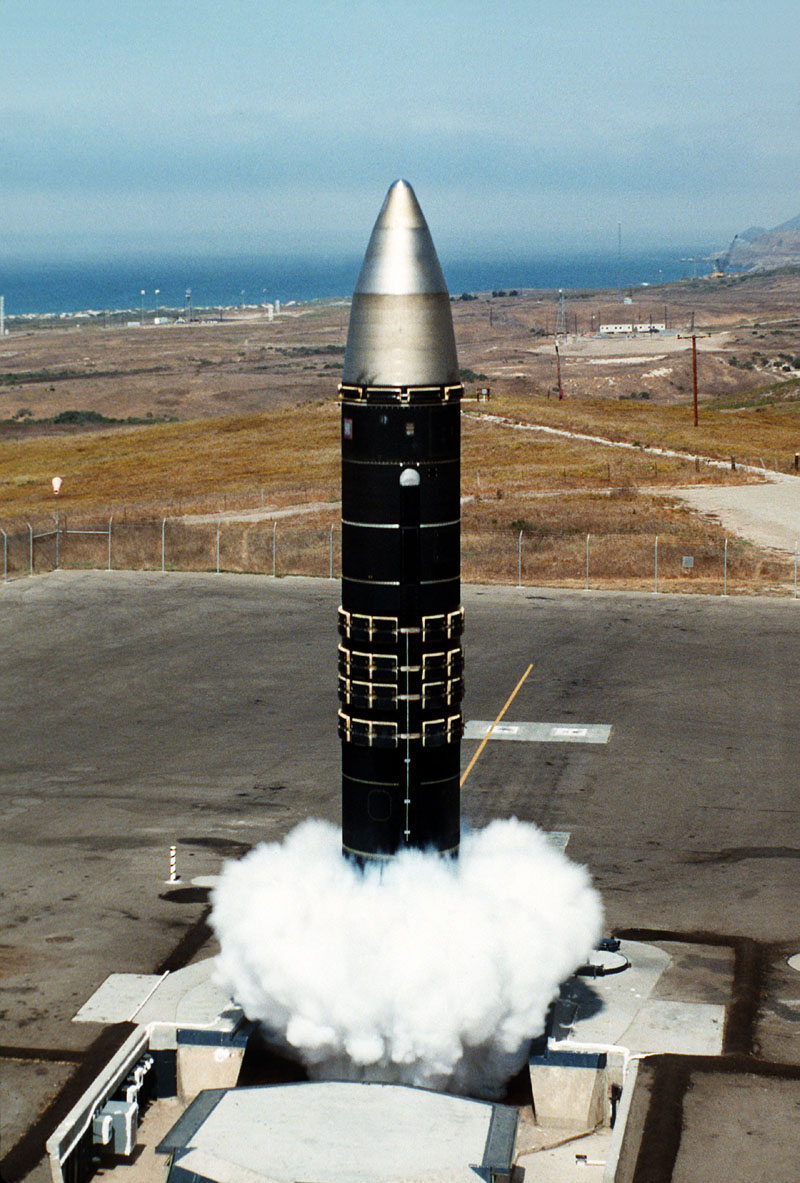
O Peacekeeper.

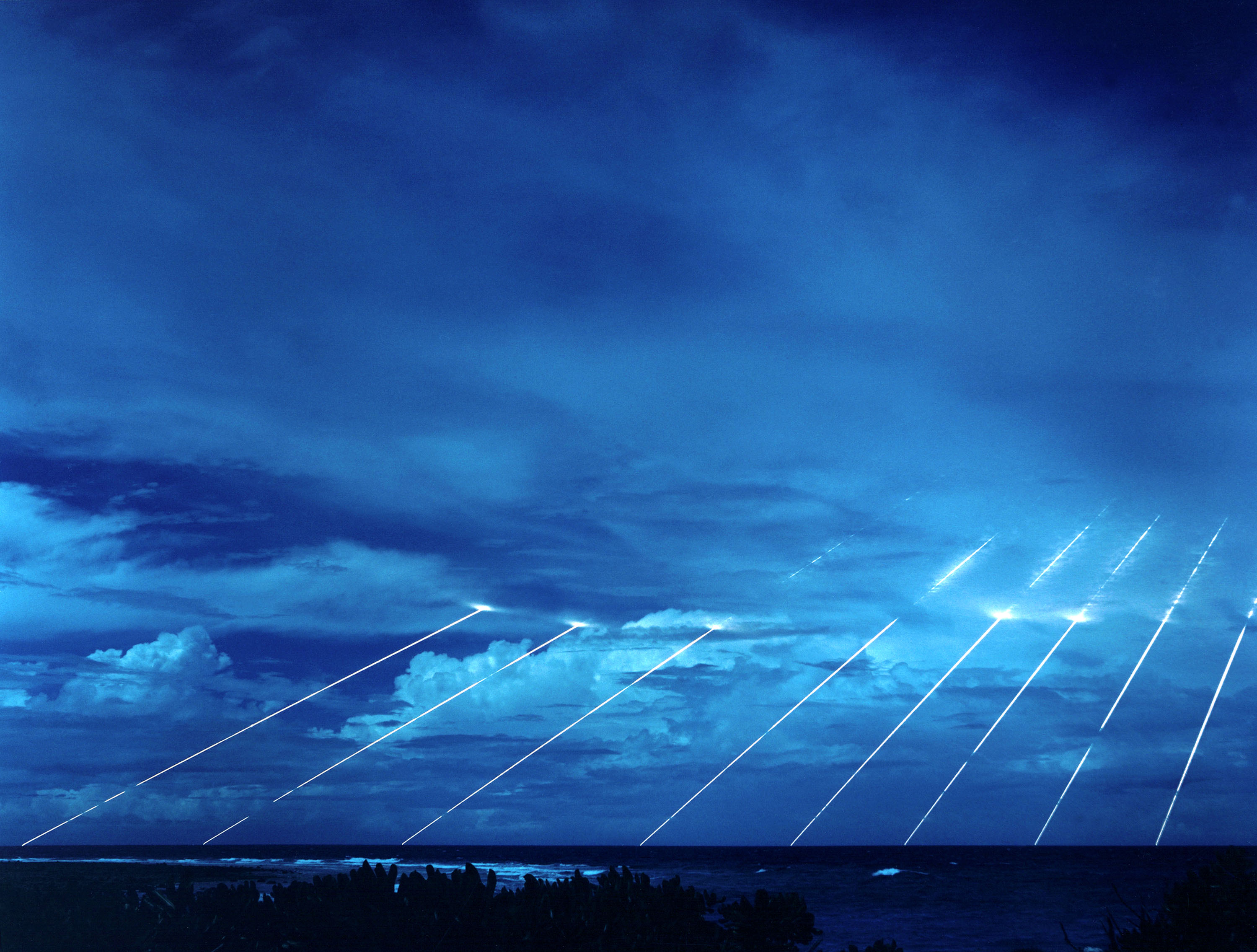
O sistema de lançamento MIRV.

Há um míssil norte-americano denominado Peacekeeper, de 88 toneladas, que pode atingir aproximadamente Mach 20 (23 mil quilômetros por hora), com um alcance de aproximadamente 9.700 quilômetros, com uma carga que dispara simultaneamente 8 a 10 ogivas nucleares de 200 a 300 quilotons de TNT cada, potência equivalente a cerca de 25 bombas nucleares do tipo da que foi lançada em Hiroshima (que tinha cerca de 12 quilotons de TNT).
Em outras palavras, teria o poder de destruir 8 a 10 cidades de médio porte, ou toda a zona metropolitana de duas cidades de grande porte, como as capitais de São Paulo e Rio de Janeiro.
O míssil Peacekeeper encaixa-se na categoria de mísseis lançadores de ogivas nucleares do tipo MIRV (Veículo de Reentrada Independente Multiplamente Orientável).
Desde 2005, em razão do tratado START II, os Estados Unidos removeram este míssil balístico do seu arsenal, mantendo apenas os mísseis LGM-30 Minuteman.
Cada Peacekeeper custou o equivalente a 400 milhões de dólares. Foram construídos ao todo 114 mísseis deste tipo. O custo de cada lançamento é estimado em 20 a 70 milhões de dólares.